# Pelidnota huetheri
Pelidnota huetheri är en skalbaggsart som beskrevs av Henry Fuller Howden 1998. Pelidnota huetheri ingår i släktet Pelidnota och familjen Rutelidae. Inga underarter finns listade i Catalogue of Life.